# Bokutó

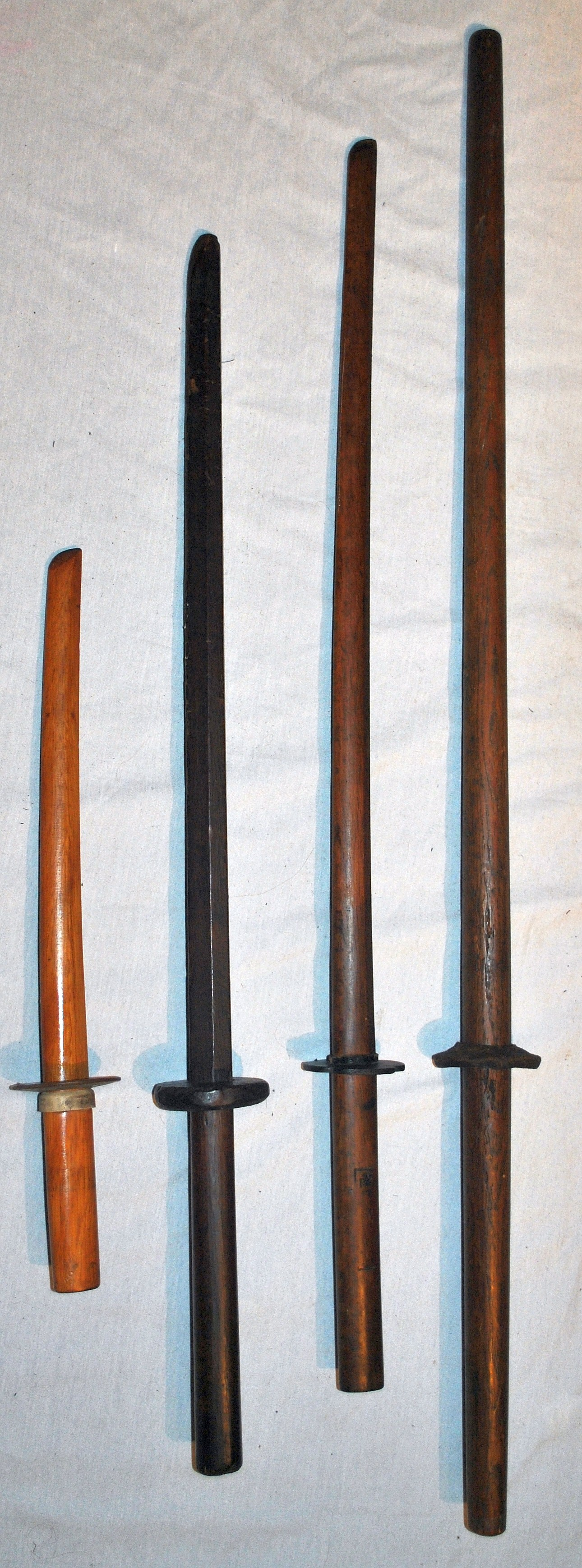
Několik příkladů Bokuto v různých druzích dřeva.

Bokken (japonsky: 木剣), také bokutó (木刀) je japonské označení pro dřevěný meč používaný při nácviku bojových technik. Tvar se často liší podle konkrétní školy, vždy však připomíná základní tvar katany (případně wakizaši, tantó). Pro výrobu se nejčastěji používá dubové dřevo (bílý i červený dub).

## Použití
Bokken se používá jako bezpečnější náhrada skutečného meče při nácviku jednotlivých technik i celých kata ve dvojici. Bokkeny určené speciálně pro samostatný nácvik seku (suburi) se nazývají suburito a vyznačují se mohutnější konstrukcí (pomáhají při rozvoji techniky i síly).